# Saint-Symphorien de la Cité
Saint-Symphorien de la Cité, även benämnd Chapelle Saint-Luc, var en kyrkobyggnad i Paris, helgad åt den helige martyren Symphorianus. Kyrkan var belägen vid Rue du Haut-Moulin på Île de la Cité i fjärde arrondissementet. Saint-Luc syftar på evangelisten Lukas.

## Historia
Kyrkan var ursprungligen ett privatkapell helgat åt den heliga jungfrumartyren Katarina av Alexandria (Sainte-Catherine); detta kapell skall ha varit beläget på platsen för det fängelse där martyren Dionysius (Denis) hölls internerad. Fängelset gav senare namn åt klostret Saint-Denis-de-la-Chartre.
Odo de Sully, biskop av Paris 1197–1208, lät år 1206 i Saint-Symphorien installera fyra kaplaner. I samband med detta helgades kyrkan åt den helige Symphorianus. Saint-Symphorien blev församlingskyrka år 1618, men underställdes år 1698 Sainte-Marie-Madeleine. År 1704 överläts kyrkan åt målarnas och skulptörernas skrå, som lät konsekrera den åt sin skyddspatron Lukas. Emellertid dekonsekrerades kyrkan år 1790 och byggnaden såldes fem år senare. Vid anläggandet av Quai aux Fleurs år 1810 revs kyrkan delvis; det som återstod av kyrkan revs år 1844.
Flera av kyrkans kapitäl är bevarade och finns att beskåda i Musée Carnavalet.

## Bilder
| - Kapitäl från kyrkan Saint-Symphorien. - Kapitäl från kyrkan Saint-Symphorien. - Biskop Odo de Sully. |

### Webbkällor
- ”Saint Denis de la Chartre et Saint Symphorien”. Histoires de Paris. 7 januari 2017. https://www.histoires-de-paris.fr/saint-denis-chartre-saint-symphorien/. Läst 8 april 2022.